# Bea (Hiszpania)
Bea – gmina w Hiszpanii, w prowincji Teruel, w Aragonii, o powierzchni 23,37 km². W 2011 roku gmina liczyła 30 mieszkańców.